# Monte Elizabeth
Il Monte Elizabeth è una vasta montagna dell'Antartide, alta 4480 m e normalmente priva di ghiaccio, che si trova circa 11 km a sud del Monte Anne, nella catena montuosa dei Monti della Regina Alessandra.
La montagna fu scoperta nel corso della spedizione Nimrod (1907-1909), guidata dall'esploratore polare britannico Ernest Shackleton e venne così denominata in onore di Elizabeth Dawson-Lambton, una dei finanziatori privati della spedizione inglese.